# Ryōji Minagawa
Ryōji Minagawa (皆川 亮二 Minagawa Ryōji?,  nacido el 5 de julio, 1964) es un mangaka japonés nacido en Sumida, Tokio. Fue invitado junto con el escritor de la historia de Spriggan, Hiroshi Takashige a la conferencia de cómic en Portugal en 1996 como invitado de honor por su trabajo en dicha serie. Trabajó en otras series de manga antes de crear el manga Project ARMS junto a Kyoichi Nanatsuki.           

## Historia
Minagawa nació en Sumida, Tokio, Japón. Minagawa debutó con el cómic HEAVEN en el año 1988. En el año 1999 obtuvo el premio Shogakukan Manga Awards en la categoría shōnen por Project Arms. En el año 2006, trabajó en la serie S.O.L.

## Trabajos conocidos

### Manga
HEAVEN (1988): Original Creador
Spriggan (1991-1996): Art
Kyo (1996): Original Creador
Project ARMS (manga: 1997-2002): Original creador
Project ARMS (TV: 1997-2002): Original creador
D-Live!! (2003-2006): Original Creador
S.O.L. (2006): Original Creador
Intruder: Original Creador
Peacemaker (2007): Original Creador
ADAMAS (2007): Original Creador

### TV
Kiddy Grade (TV): Eyecatch Illustration (ep 14)

### Videojuegos
Critical Blow (Playstation): Personajes Diseñador
Genei Tougi: Shadow Struggle (Playstation): Personajes Diseñador
Live a Live (SNES): Personajes Diseñador
Project ARMS (Playstation 2): Original Creador
Spriggan: Lunar Verse (Playstation): Original Creador
Tekken 5 (Playstation 2): Marshall Law Personajes Diseñador
Tsukiyo ni Saraba (Playstation 2): Personajes Diseñador